# DeLesseps Story Morrison
DeLesseps Story Morrison, Sr., conocido como Chep Morrison (New Roads, 18 de enero de 1912-Ciudad Victoria, 22 de mayo de 1964), fue un abogado y político estadounidense, quien fue el 54.° alcalde de Nueva Orleans (Luisiana) de 1946 a 1961. Luego fue designado por el presidente John F. Kennedy como embajador de los Estados Unidos ante la Organización de los Estados Americanos entre 1961 y 1963.

## Biografía

### Primeros años
Nació en New Roads (Luisiana), hijo de un fiscal de distrito y político. Recibió su nombre por deLesseps Story, un juez familiar de su madre; la familia materna también estaba relacionada con el desarrollador del Canal de Suez, Ferdinand de Lesseps.
En 1932, se graduó de la Universidad Estatal de Luisiana en Baton Rouge. En 1934, completó su licenciatura en derecho en el Centro de Derecho de la Universidad Estatal de Luisiana.

### Carrera
Fue abogado de la Administración Nacional de Recuperación, y estableció su propio bufete junto a su hermano.
Demócrata, se opuso al gobernador Earl Long (de su mismo partido), siendo uno de los fundadores de la Liga Popular de Nueva Orleans que investigó casos de corrupción. En 1940 ingresó a la Cámara de Representantes de Luisiana, siendo líder de la bancada demócrata apoyando al nuevo gobernador Sam H. Jones.
Entre 1941 y 1945, fue llamado al Ejército de los Estados Unidos como teniente primero. Hacia el final de la Segunda Guerra Mundial alcanzó el rango de coronel y luego fue nombrado mayor general en la Reserva del Ejército. Al regresar, volvió a ocupar su banca en la Cámara de Representantes estatal, a la cual había sido reelegido en 1944 estando en Europa.
En 1946, se postuló a alcalde de Nueva Orleans compitiendo con el titular del cargo, Robert Maestri. Para su campaña, contó con el apoyo de veteranos, mujeres, afroestadounidenses, empresarios y el principal periódico local. Fue reelegido como alcalde en 1954 y 1958, al tiempo que intentó postularse a gobernador en tres oportunidades, perdiendo las internas del Partido Demócrata ante Earl Long en 1956, Jimmie Davis en 1960 y John McKeithen en 1964.
Durante sus 16 años de gestión en Nueva Orleans, en materia de obra pública construyó una nueva terminal ferroviaria, se amplió la calle Basin y se construyó el ayuntamiento y el centro cívico de la ciudad. También modernizó los servicios públicos, construyó pasos elevados, estableció un Departamento de Recreación y promovió un nuevo estatuto para la ciudad, aprobado en 1954. Su administración fue reconocida como eficaz, aunque fue criticado por la falta de progreso en materia de racismo y por negligencia en el combate al juego, la prostitución y la corrupción policial. La población máxima de la ciudad se alcanzó durante la alcaldía de Morrison, con 627.525 habitantes en el censo de 1960.
Además se interesó en reforzar los lazos entre la ciudad y América Latina. Como defensor del aumento del comercio internacional, estableció contactos para promover el comercio entre Nueva Orleans y la región latinoamericana, y expandió las facilidades portuarias de la ciudad. Se hizo amigo del dictador dominicano Rafael Trujillo y del mandatario argentino Juan Domingo Perón. Una avenida de la ciudad recibió el nombre de Simón Bolívar, inaugurando además una estatua del prócer sudamericano regalada por el gobierno de Venezuela. También inauguró una estatua del presidente mexicano Benito Juárez.
Renunció a la alcaldía luego de que el presidente John F. Kennedy lo nombrara embajador ante la Organización de Estados Americanos el 17 de julio de 1961, ocupando el cargo hasta septiembre de 1963. Renunció para postularse por tercera vez a gobernador de Luisana, perdiendo la segunda vuelta electoral en la interna demócrata.

### Fallecimiento
Morrison y su hijo Randy, murieron el 22 de mayo de 1964, junto con otras cinco personas, en un accidente aéreo en Ciudad Victoria (México), durante un viaje de negocios y placer.